# Yam
YAM (Youth Attitude Magazine) este o revista online regională apărută în anul 2000 în Chișinău, Republica Moldova. 
La baza conceptului revistei YAM a stat Vitalie Chiperi, care împreuna cu alti șase tineri au mentinut revista timp de aproximativ doi ani. YAM avea un caracter de ziar de perete publicat online, cu știri zilnice și articole săptămânale. Printre tinerii care și-au facut debutul jurnalistic se numără Nicu Popescu, Oleg Brega, Dumitru Misin, Rodica Plugaru, Angela Bulgaru, Valentin Dubrovschi, Teodor Ajder s.a.
În cadrul concursului Webtop 2001, revista YAM a fost premiată cu premiul de gradul 1 în categoria 'Site-ul anului'.

## YamNews
În anul 2004, echipa YAM a înființat serviciul YamNews, primul site din Republica Moldova de prelucrare și catalogare automatizată a știrilor de pe cele mai populare publicații moldovenești. Site-ul monitorizează știrile publicațiilor care vizează Republica Moldova, în limbile română, rusă și englezăNews.yam.md  este un sit web informațional din Republica Moldova.
Acesta funcționează în timp real, 7 zile din 7 și 24 de ore din 24.